# 圣玛洛公墓
圣玛洛公墓（Aître Saint-Maclou）是法国上诺曼底鲁昂一个古老的天主教公墓，始建于14世纪黑死病流行期间，到1781年由诺曼底议会下令关闭。

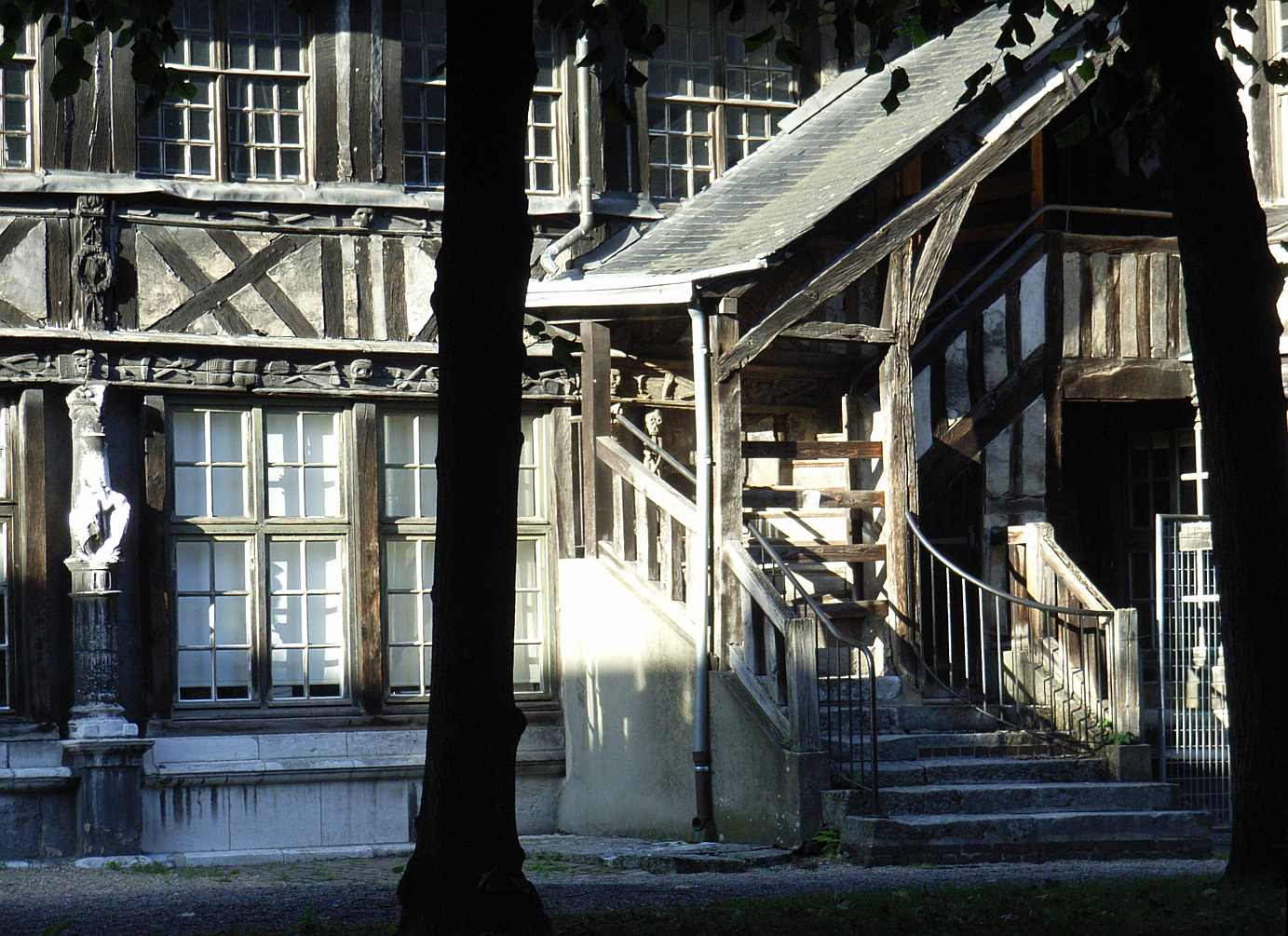
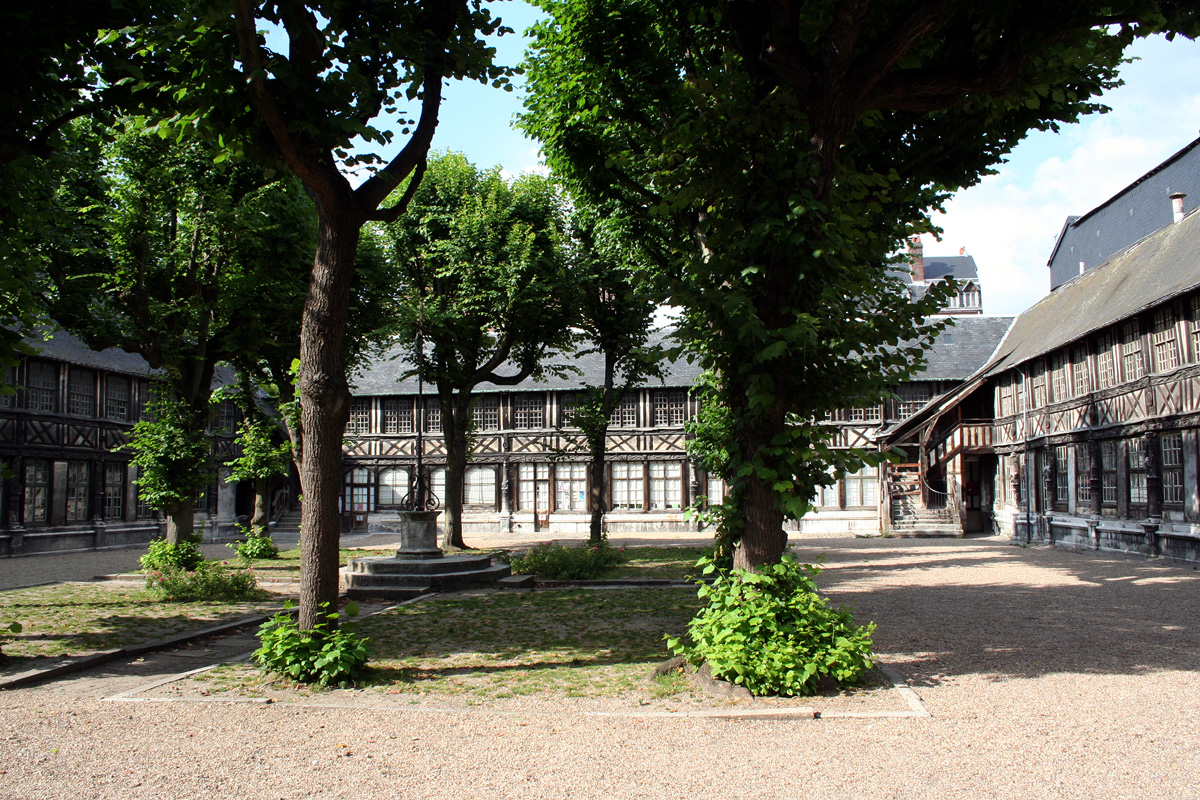
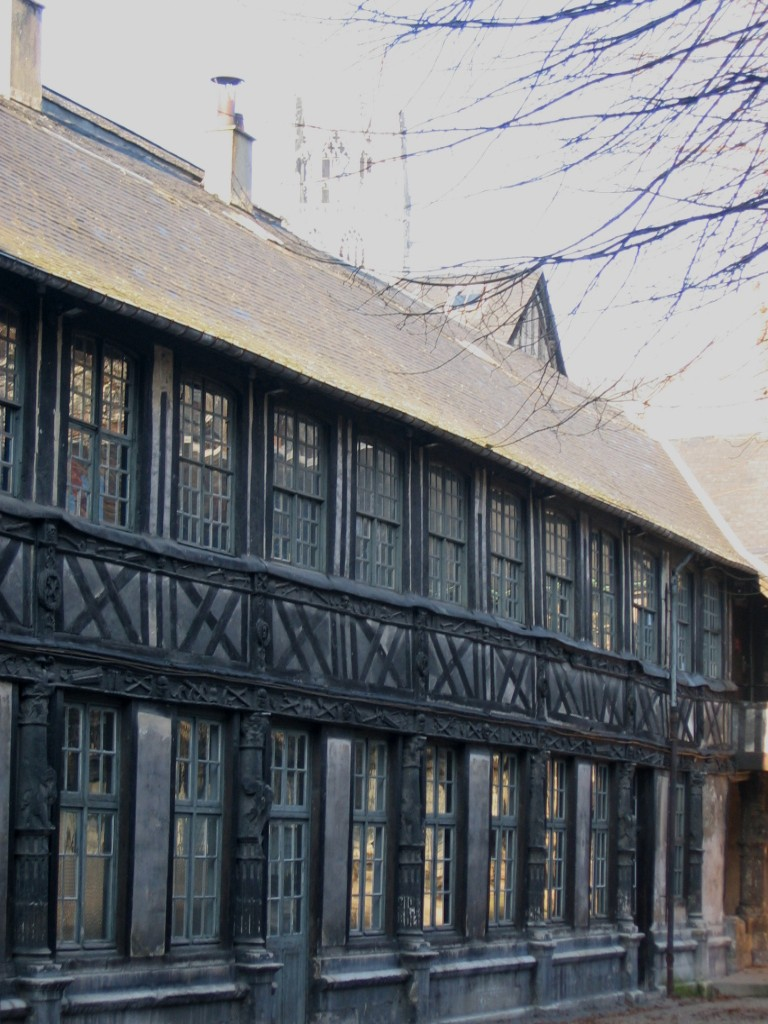
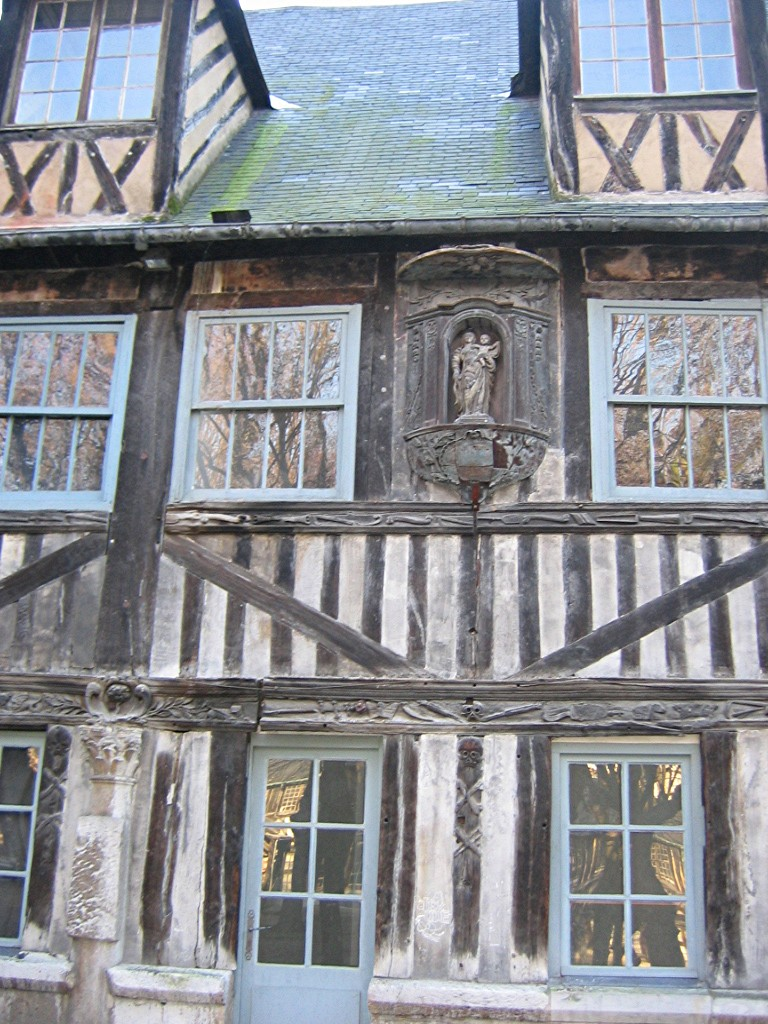
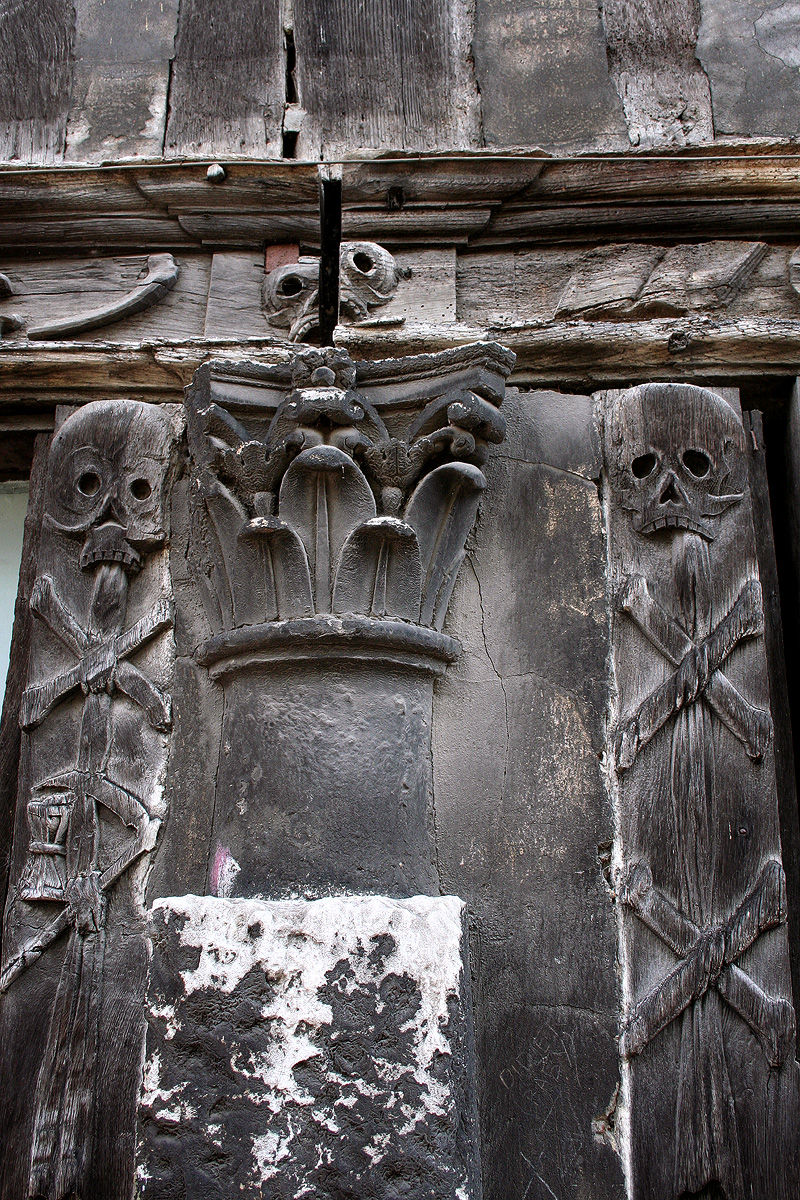
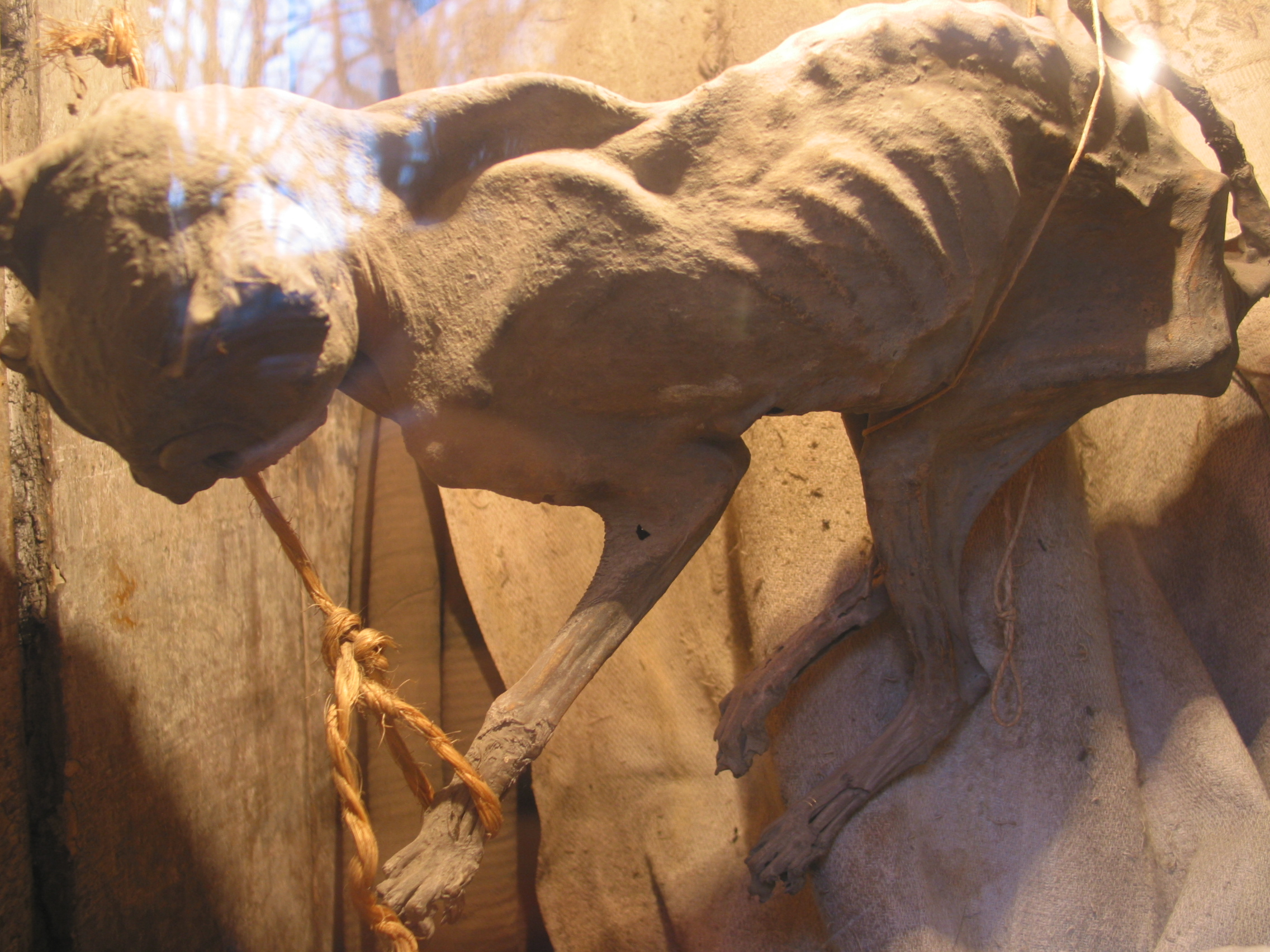

圣玛洛公墓包括围绕中心广场的四个藏骨堂。
圣玛洛公墓自1862年列为法国历史古迹。